# Trachycephalus cunauaru
Trachycephalus cunauaru é uma espécie de anfíbio da família Hylidae. Pode ser encontrada nas áreas orientais, centrais e meridionais da floresta amazônica no Brasil, Bolívia, Peru, Equador, Colômbia e Venezuela.